# Товия (Цымбал)
Архимандрит Товия (в миру Трофим Тихонович Цымбал, или Цимбал, или Цынбалов; 23 июля (4 августа) 1836, Алексеевское, Бирюченский уезд, Воронежская губерния — 7 (20) марта 1916, Сергиев Посад) — архимандрит Русской православной церкви, наместник Троице-Сергиевой лавры (1904—1915)

## Биография
Родился 23 июля 1836 года имении Алексеевское Бирюченского уезда Воронежской губернии. Был старшим сыном в семье крепостного крестьянина, принадлежащего графу Д. Н. Шереметеву.
В 1851 году предпринял паломничество в Киев, а в начале следующего года стал послушником Святогорского общежительного монастыря Харьковской епархии.
В 1854 году получил увольнение от графа Шереметева и в 1855 году был пострижен в рясофор, а в 1860 году — в мантию с именем Товия, в том же году стал иеродиаконом.
В 1862 году иеродиакон Товия был переведён в Троице-Сергиеву лавру.
В 1871 году он стал архидиаконом.
В 1888 году рукоположён в сан иеромонаха. К тому времени у него ослаб голос, и он переключился с богослужебных на административные послушания.
С 1889 года иеромонах Товия являлся членом учрежденного Собора лавры, исполнял должности начальника свечной палаты, эконома, казначея.
В 1892 года был возведён в сан архимандрита.
9 июня 1893 года определён наместником московского Чудова монастыря. Находясь на этой должности, предпринял ремонт монастырских зданий, а также ужесточил дисциплину в монастыре; поддерживал тёплые отношения с великим князем Сергеем Александровичем.
C 1901 года состоял благочинным московских мужских монастырей.
В начале 1903 года назначен настоятелем московского Знаменского монастыря.
6 марта 1904 года по инициативе великого князя Сергея Александровича определён на должность наместника Троице-Сергиевой лавры.
В 1909—1910 годы финансово участвовал в строительстве храма на родине, в селе Новодмитровское.
В январе 1915 года уволен на покой. О том, что архимандрит Товия перед уходом с должности Троицкого наместника был болен, свидетельствуют и его дневники. Кроме того, сохранился текст его прошения об увольнении по состоянию здоровья.
На покое архимандрит Товия прожил чуть больше года. За это время он привёл в порядок свои рукописи, вел дневник, одной из центральных тем которого были патриотические размышления о Первой мировой войне. Архимандрит Товия оставил после себя рукописи, некоторые из них он планировал опубликовать.
Скончался 7 марта 1916 года.
На момент смерти у архимандрита Товии оставалось лишь 11 рублей, которые раздали нищим. Остальные вещи предназначались для раздачи инокам лавры, наиболее близким покойному, книги были переданы в библиотеку, а 7 архимандричьих крестов, ордена и 2 митры — в лаврскую ризницу.

## Труды
Среди его документального наследия — автобиографические воспоминания, Сказание о постройке храма на родине, поучения, проповеди, жизнеописания митрополита Иннокентия (Вениаминова), воспоминания, рассуждение о монашестве, описания различных торжественных мероприятий, главным образом встреч высокопоставленных лиц, в Троице-Сергиевой лавре, переписка с разными лицами. Значительная часть его литературных сочинений, в том числе и воспоминаний, ныне хранится в Отделе рукописей Российской государственной библиотеки.

## Награды
- орден святой Анны III степени (1884)
- орден Святой Анны II степени (1895)
- орден святого Владимира IV степени (1901)
- орден Святого Владимира III степени (1905)
- орден Святой Анны I степени (1907)
- орден Святого Владимира II степени (1912)